# Třída Handalan
Třída Handalan (jinak též třída Spica M) je třída raketových člunů malajsijského královského námořnictva, které jsou modifikovanou verzí švédské třídy Spica. Celkem byly postaveny čtyři jednotky této třídy.

## Stavba
Čtyři raketové čluny této třídy postavila švédská loděnice Karlskronavarvet ve městě Karlskrona. Objednány byly roku 1976. Jejich kýly byly založeny roku 1977. Do služby byly přijaty roku 1979.
Jednotky třídy Handalan:
| Jméno           | Zahájení stavby   | Spuštěna           | Vstup do služby | Status |
| --------------- | ----------------- | ------------------ | --------------- | --- |
| Handalan (3511) | 24. května 1977   | 11. listopadu 1978 | 26. října 1979  | Aktivní |
| Perkasa (3512)  | 27. června 1977   | 11. listopadu 1978 | 26. října 1979  | Aktivní |
| Pendekar (3513) | 15. července 1977 | 11. listopadu 1978 | 26. října 1979  | Dne 25. srpna 2024 se potopil v Jihočínském moři po nárazu na překážku pod hladinou. Nikdo nebyl raněn. Vyřazena 5. června 2025. |
| Gempita (3514)  | 21. října 1977    | 11. listopadu 1978 | 26. října 1979  | Aktivní |

## Konstrukce
Plavidla jsou vybavena hladinovým vyhledávacím radarem Philips 9GR 600 a navigačním radarem Decca 1226, sonarem Simrad SU, systémem řízení palby Philips 9LV 212 a ochranným systémem SUSIE-1. Jsou vyzbrojena jedním 57mm lodním kanónem Bofors L/70 Mk.1, jedním protiletadlovým kanónem 40mm/70 kanónem Bofors a čtyřmi protilodními střelami MM.38 Exocet Block 1. Pohonný systém tvoří tři diesely MTU 16V 538 TB91, každý o výkonu 3 620 bhp, pohánějící tři lodní šrouby. Nejvyšší rychlost dosahuje 34,5 uzlu. Dosah je 1 850 námořních mil při rychlosti 14 uzlů.